# Rödelheim Hartreim Projekt
Rödelheim Hartreim Projekt was een in 1993 opgerichte Duitse hiphopband.

## Bezetting
- Moses Pelham[3]
- Thomas Hofmann[4]
- Martin Haas[5]
- Robert Sattler[6]

## Geschiedenis
Het Rödelheim Hartreim Projekt werd in 1993 opgericht door Moses Pelham en Thomas Hofmann en is benoemd naar het Frankfurtse stadsdeel Rödelheim. Samen met Martin Haas en diens partner Robert Sattler werkte het duo nog in hetzelfde jaar aan het debuutalbum Direkt aus Rödelheim, dat in het daaropvolgende jaar verscheen en waarvan in 1994 meer dan 160.000 exemplaren werden verkocht. Betrokken bij dit album waren de toen nog onbekende Sabrina Setlur en Xavier Naidoo.
In 1996 verscheen het tweede studioalbum Zurück nach Rödelheim, waarvan in het verschijningsjaar meer dan 180.000 exemplaren werden verkocht en dat zich direct plaatste in de Duitse hitlijst (#3). Bij dit album en het livealbum Live aus Rödelheim was de gitarist Marcus Deml als gast betrokken. 
Ondanks het succes werd de band na twee studioalbums en een livealbum ontbonden. Er was nog een derde studioalbum gepland met de naam Odyssee in Rödelheim, maar dit werd nooit uitgebracht. Direct na het uitbrengen werd Direkt aus Rödelheim voor meer dan 250.000 verkochte exemplaren in Duitsland onderscheiden met een gouden plaat.

## Discografie

### Singles
- 1994: Reime
- 1994: Keine ist
- 1994: Wenn es nicht hart ist
- 1996: Türkisch
- 1996: Ich bin
- 1996:	Höha, schnella, weita

### Studioalbums
- 1994:	Direkt aus Rödelheim
- 1996:	Zurück nach Rödelheim

### Livealbums
- 1995:	Live aus Rödelheim